# Ermita de Santa Ana (Echévarri)
La ermita de Santa Ana está situada en el municipio de Echévarri (Vizcaya) España.
La ermita fue fundada en 1740. Su primer emplazamiento fue junto a la casa Amézola, en la plaza, frente al ayuntamiento. Pertenece a la parroquia de San Esteban. La actual ermita es una reproducción de la antigua, construida en 1990 y está ubicada junto al puente que une el núcleo urbano de Etxebarri con el Polígono Legizamón, cerca de las desaparecidas casas Azkue y Vistalegre, ya que en el año 1963 se procedió al derribo de la original.
Es una ermita de pequeñas dimensiones, con pórtico a los pies, cubierta a dos aguas y espadaña de un vano. Contiene una pequeña campana, con dos pequeños pilares redondeados en su extremo y rematada con una cruz. En ella se veneran las imágenes de Santa Ana, San Ignacio de Loyola y San Antonio Abad. Cuando se derribó la antigua ermita, las imágenes originales de estos santos se trasladaron a la parroquia de San Esteban. Las imágenes de San Ignacio de Loyola y San Antonio fueron donadas en el año 1908 por D. José Amezola. Para su construcción se utilizó la piedra del desaparecido caserío Kukullagatorre.
La fiesta de la ermita (festividad de Santa Ana) tiene lugar el día 26 de julio, que se celebra una misa y una romería popular. Y también se celebraba misa en la ermita el día 25 de julio (festividad de Santiago Apóstol).
Se procedía a la bendición del ganado. La misa y la bendición eran organizadas por las dos hermandades ganaderas de Galdácano, la pequeña y la grande. En la ermita original, se hacía sonar la campana de esta ermita cuando moría algún niño de Echévarri. Dicha campana se halla en la actualidad en la parroquia de San Antonio de Padua.
Entre los años 1906 y 1907 se restauró la ermita con la intención de que cumpliera las funciones eclesiásticas mientras duraban las obras en la iglesia parroquial de San Esteban. Estas se hicieron gracias al contratista D. Pedro Arcocha y a la aportación económica de D. Juan José Amézola.